# Fada (Cameroun)
Pour les articles homonymes, voir Fada (homonymie).
Fada (ou Fata) est un village de la commune de Meiganga situé dans la région de l'Adamaoua et le département du Mbéré au Cameroun, à proximité de la frontière avec la République centrafricaine.

## Population
En 1967, Fada comptait 1 267 habitants, principalement Bororo et Foulbe.
Lors du recensement de 2005, 1 048 personnes y ont été dénombrées.